# 25659 Liboynton
25659 Liboynton este un asteroid din centura principală de asteroizi.

## Descriere
25659 Liboynton este un asteroid din centura principală de asteroizi. A fost descoperit pe 5 ianuarie 2000 la Socorro, New Mexico, în cadrul proiectului LINEAR. Asteroidul prezintă o orbită caracterizată de o semiaxă mare de 2,41 ua, o excentricitate de 0,18 și o înclinație de 1,6° în raport cu ecliptica.